# Högsrums kyrka
 Högsrum kyrka är en kyrkobyggnad i Växjö stift. Den är församlingskyrka i Räpplinge-Högsrums församling.

## Kyrkobyggnaden
1634 skickades Johannes Haquini Rhezelius med fullmakt från Kammarkollegiet på fornminnesinventering till Öland. Under sin öländska resa gjorde han pennteckningar av en mängd kyrkor. Tack vare dessa teckningar kan vi få en uppfattning om de medeltida öländska kyrkornas arkitektur. 
Beträffande Högrums gamla kyrka har Rhezelius tecknat en kyrka bestående av ett  romanskt långhus, med tillhörande kor och absid i öster. Det kraftiga tornet i väster (som ännu finns kvar och ingår i den nya kyrkan) och anses ha anor från 1200-talet har hög resning och avslutas av ett enkelt sadeltak. I anslutning till tornbyggnadens nedre del finns på sydsidan en tillbyggnad. Ingången på långhusets sydsida låter oss genom teckningen ana något som liknar ett vapenhus. 
Under slutet 1700-talet gjorde sig behovet av nya och större kyrkorum påminda här och var på Öland som vid den tiden tillhörde Kalmar stift. Åtskilliga av de medeltida kyrkorna var för trånga och flera var dessutom i synnerligen uselt skick. Ombyggnad eller nybyggnad var förenat med stora kostnader. Tanken på kyrkbygge hade väckts 1772 i Högsrums församling. Men det dröjde till 1821 innan något hände. Ritningar gjordes upp av Carl-Gustaf Blom-Carlsson. Som byggmästare anlitades Leonard Lindman från Källa på norra Öland. 
I den mån det var möjligt använde man delar av den gamla kyrkan vid nybygget. Det medeltida 1200-talstornet fick som ovan nämnts stå kvar. Ett relativt stort långhus uppfördes av kalksten med korvägg och bakomliggande sakristia i öster i empire inspirerad stil. Byggmästare Peter Isberg byggde 1840 om tornet. Det försågs med en åttasidig lanternin där klockorna placerades. Lanterninen kröntes med ett kors. 
Kyrkans interiör har karaktär av salkyrka med trätunnvalv. De höga rundbågefönstren låter ljuset rikligt flöda in, helt i upplysningstidens ideal. 

## Inventarier
- Altaruppställning från 1853 med tavlan: "Korsnedtagningen", kopia efter altartavlan i Kalmar domkyrka, målad av Sven Gustaf Lindblom. Uppställningen är utförd av Olof Peterson, slottssnickare från Kalmar, men född i Högsrum.
- Predikstol i nygotik tillkom 1886. I de fem fälten på den åttkantiga korgen ingår målningar föreställande heliga gestaler, utförda av N. J. Jonsson.
- Halvcirkelformad altarring.
- Dopfunt av röd polerad kalksten 1704.
- Krucifix daterat till 1400-talets sista fjärdedel.
- Tre gipsfigurer, omtalade 1891, är överflyttade från altaruppställningen till korfönstren.
- Den slutna bänkinredning med korbänkskvarteren och de ursprungliga, konkava avslutningarna av de främsta bänkkvarteren är samtida med kyrkan, men något moderniserad.
- Läktare från kyrkans byggnadstid.
- Ljusbärare
- Storklockan i tornet göts ursprungligen 1899 av K,G.Bergholtz & Co,Stockholm men blev omgjuten 1920. Lillklockan blev gjuten 1873 av I.P. Forsberg,Kalmar.

## Bildgalleri

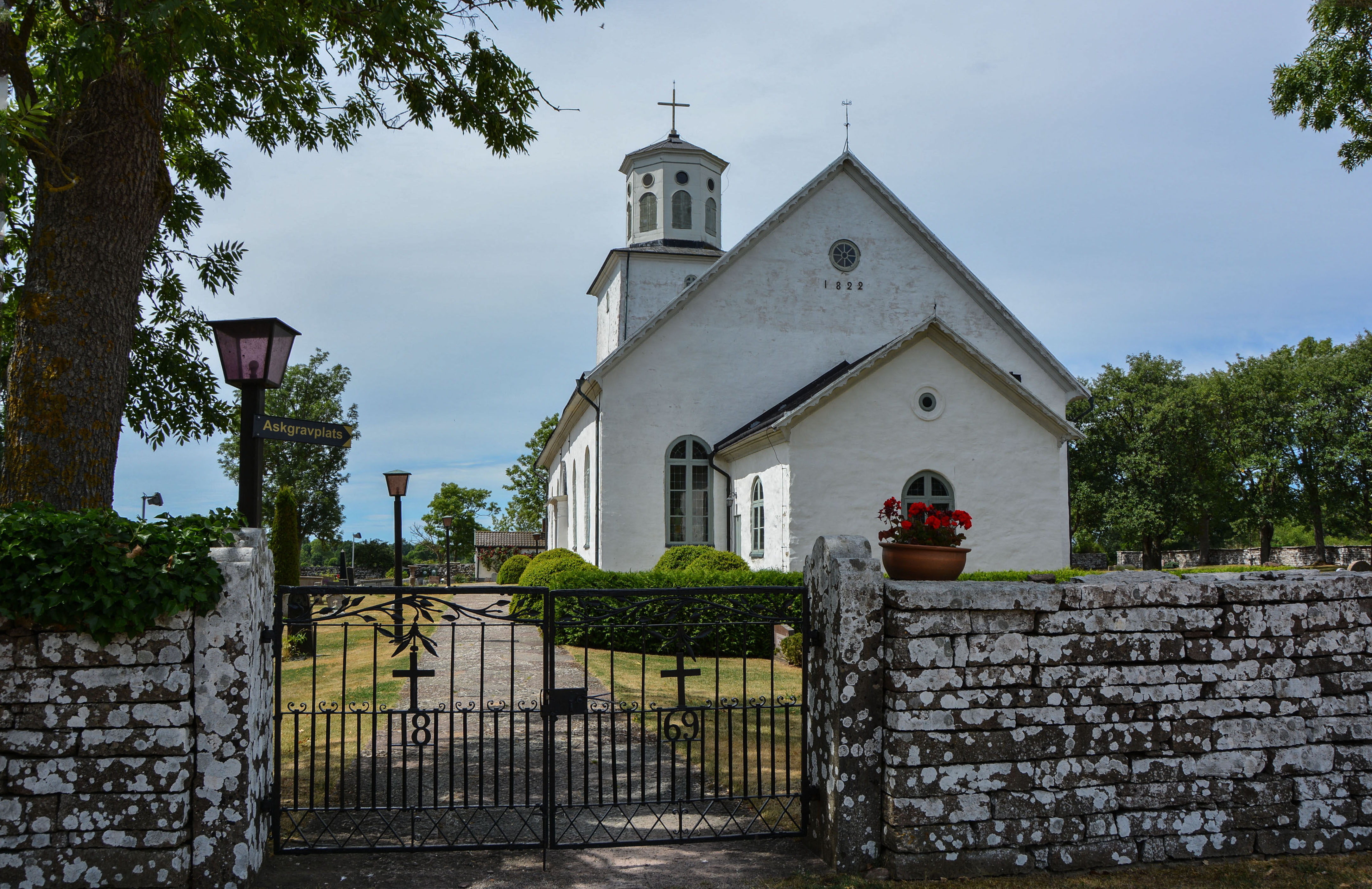
Kyrkan från öster
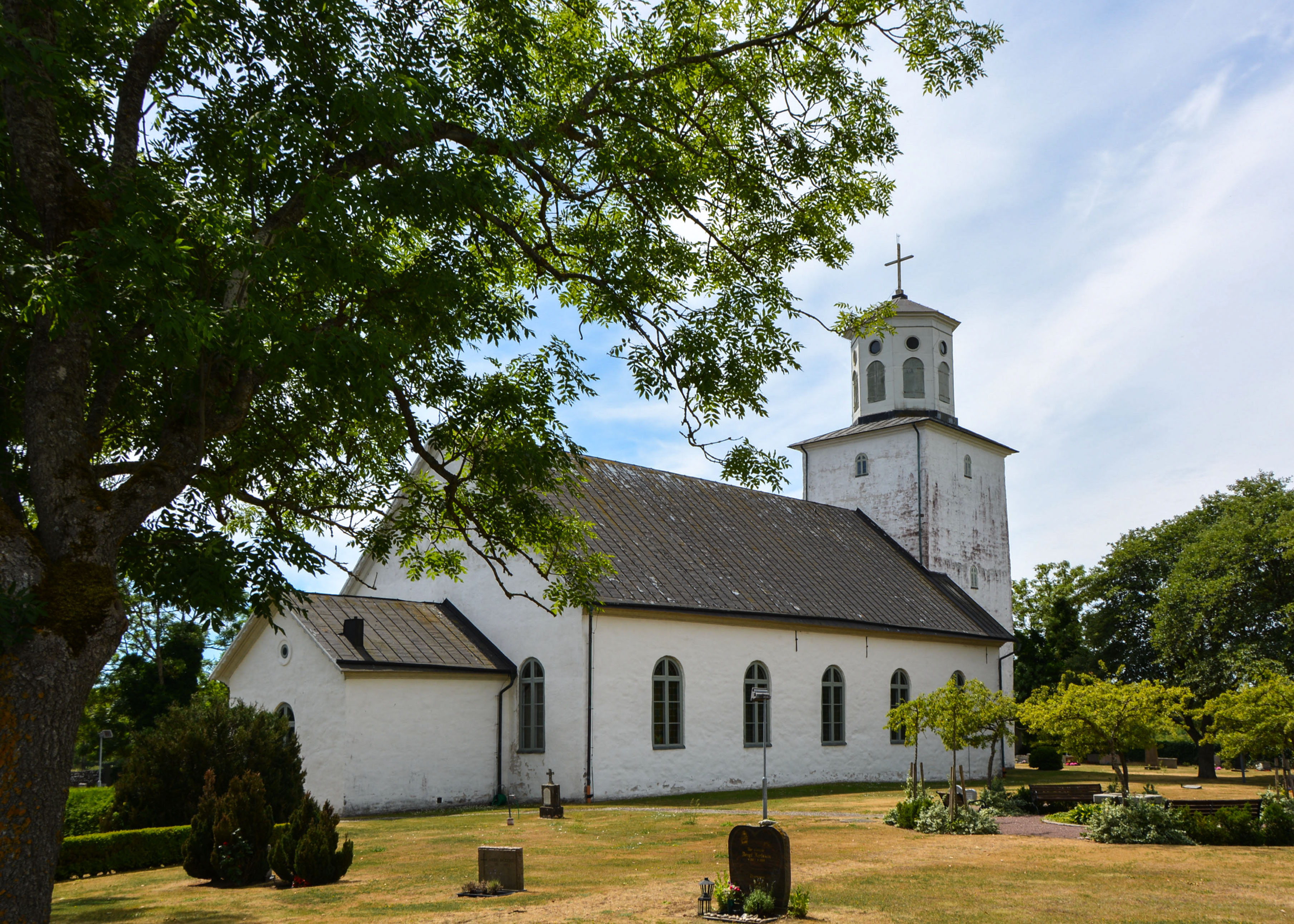
Exteriör från nordöst
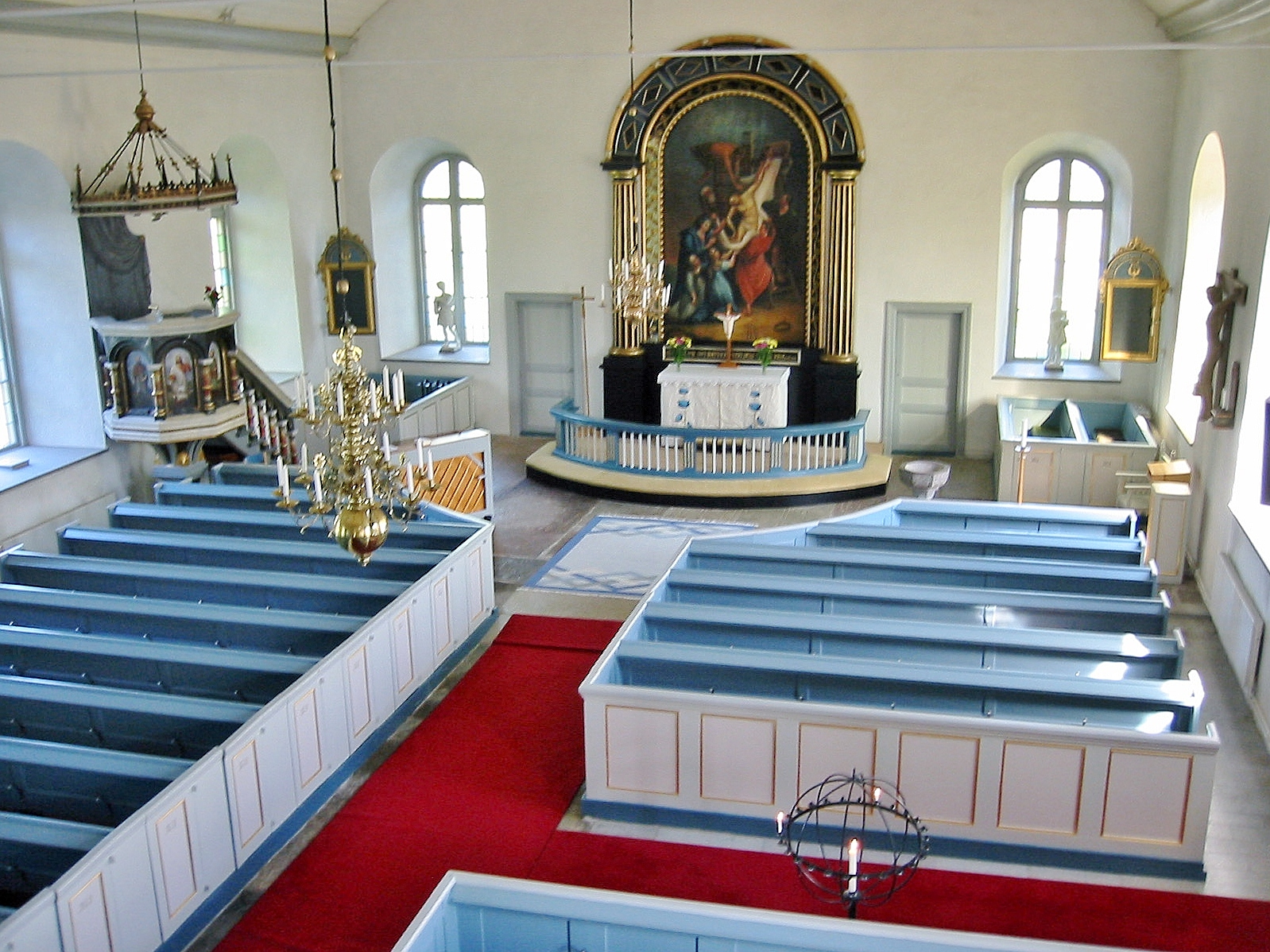
Interiör mot öster
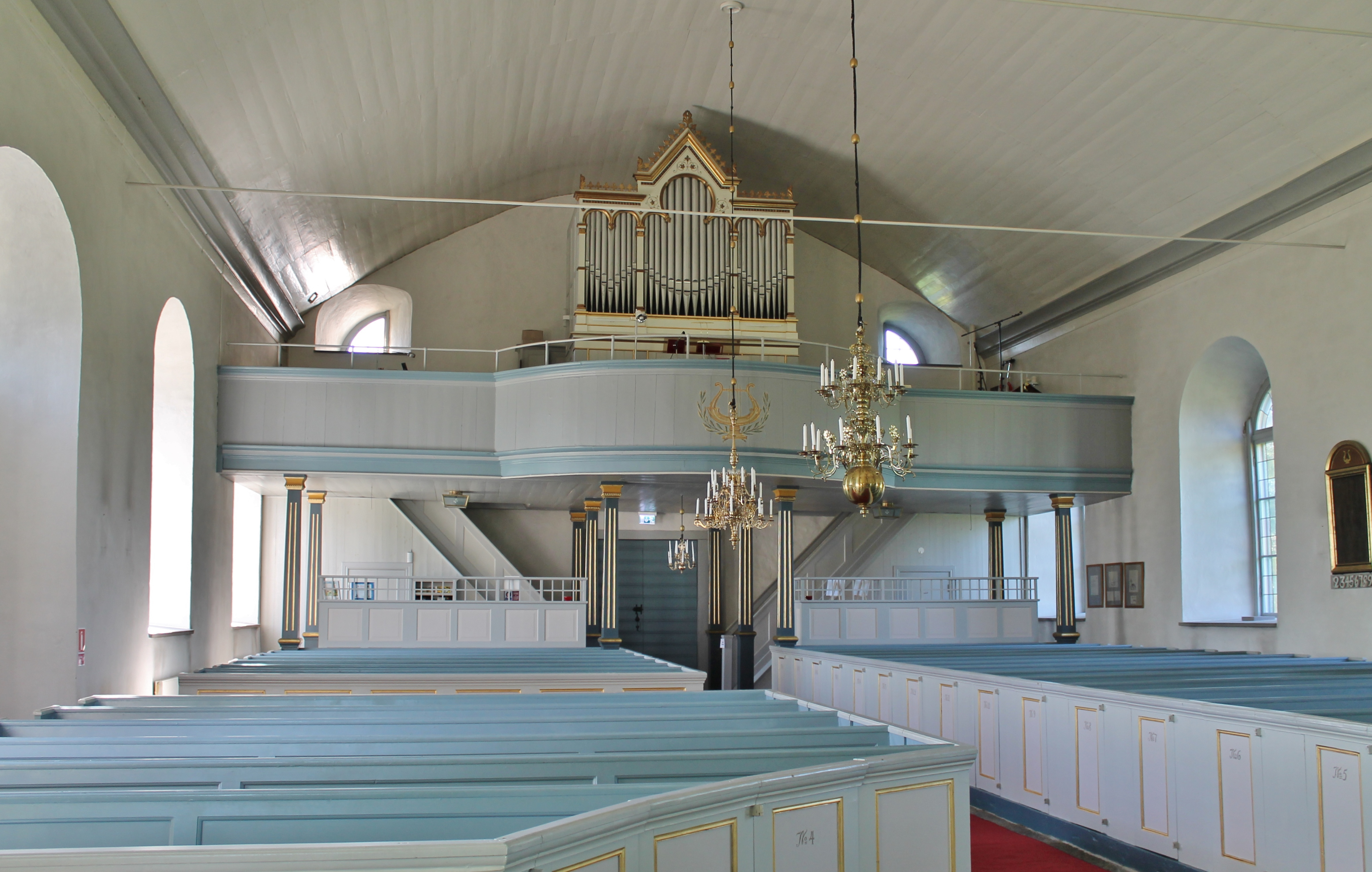
Kyrkorummet mot väster
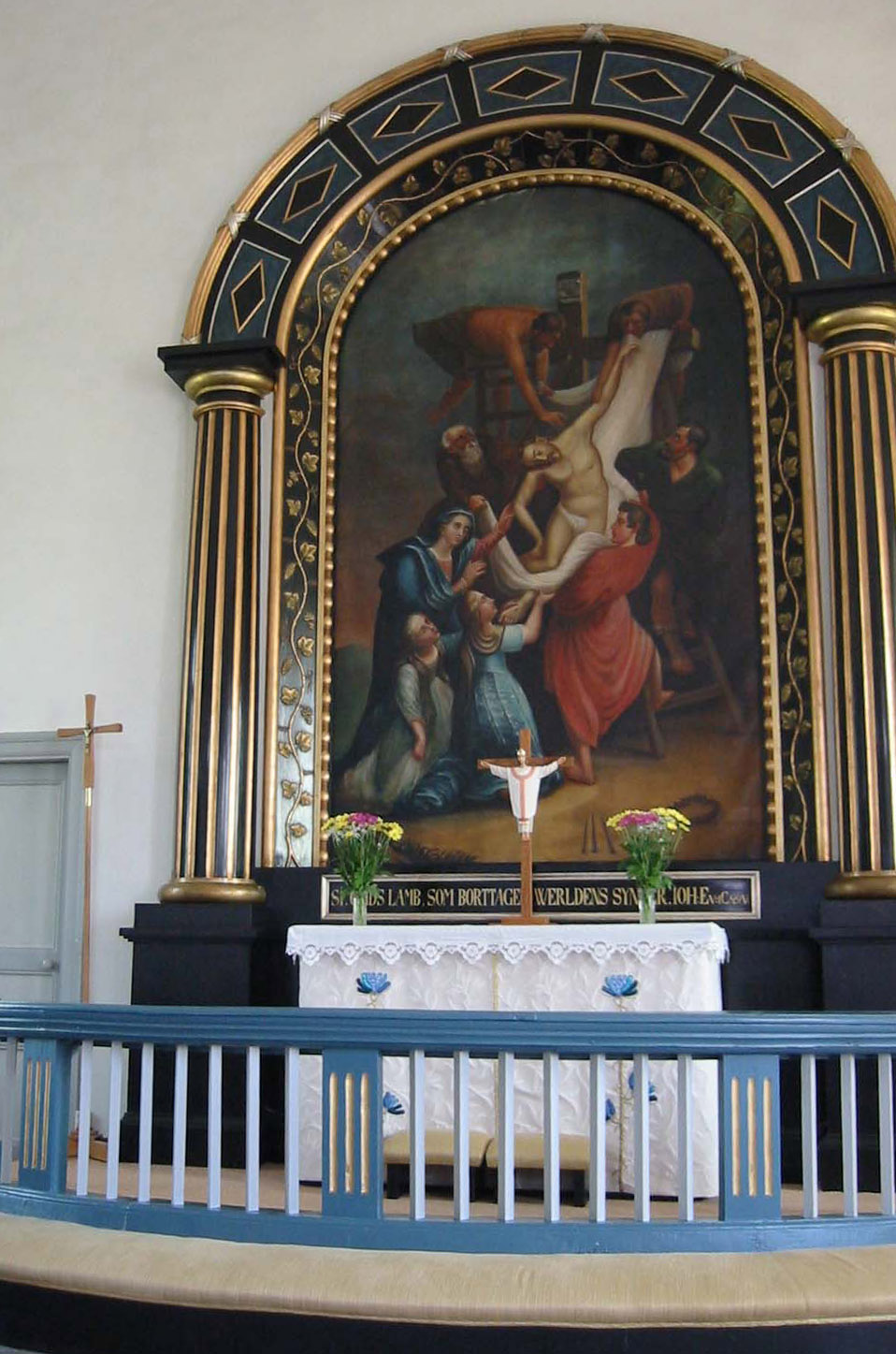
Altaruppställningen med Lindbloms tavla
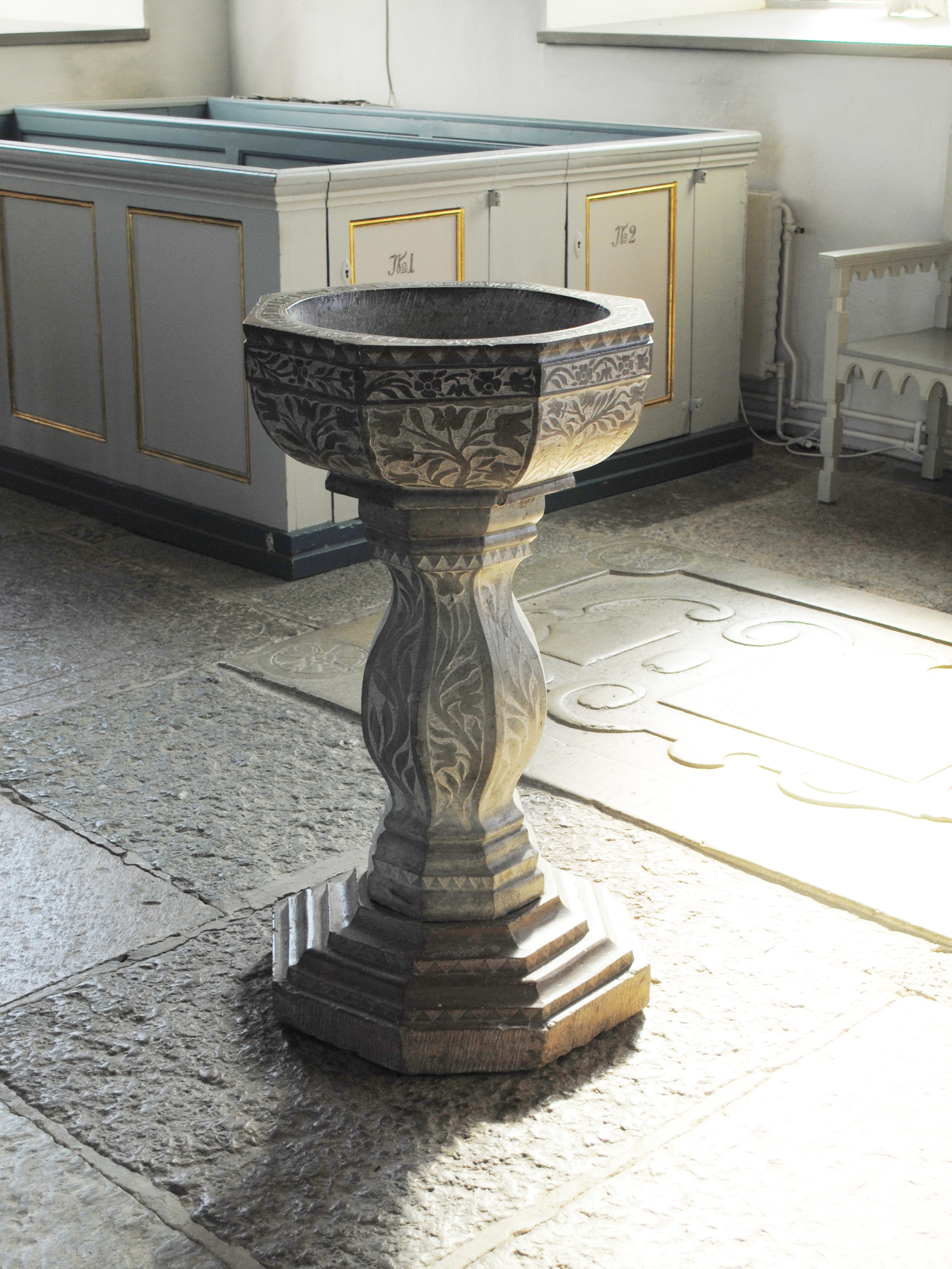
Dopfunt 1704
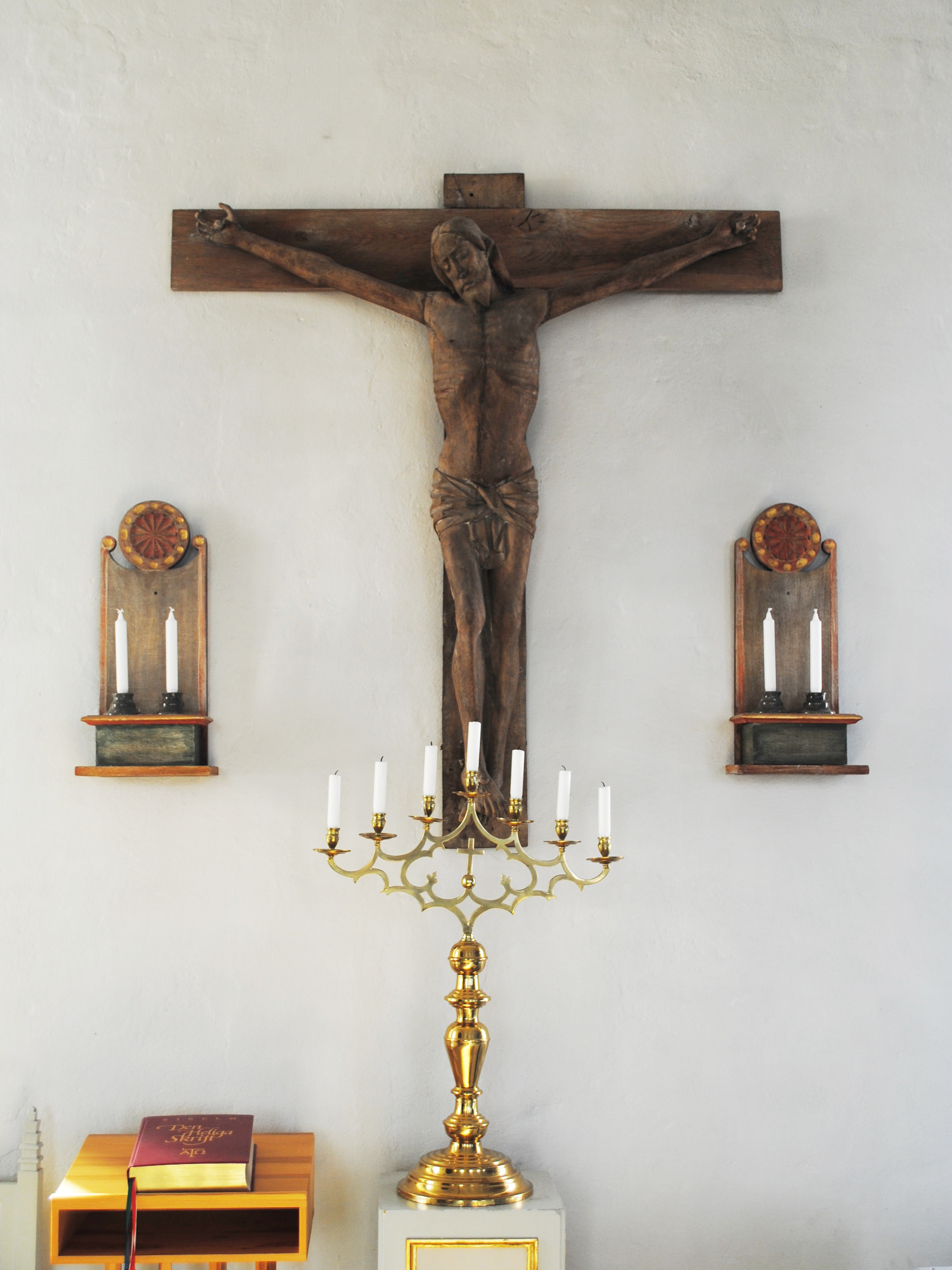
Krucifix 1400-talet
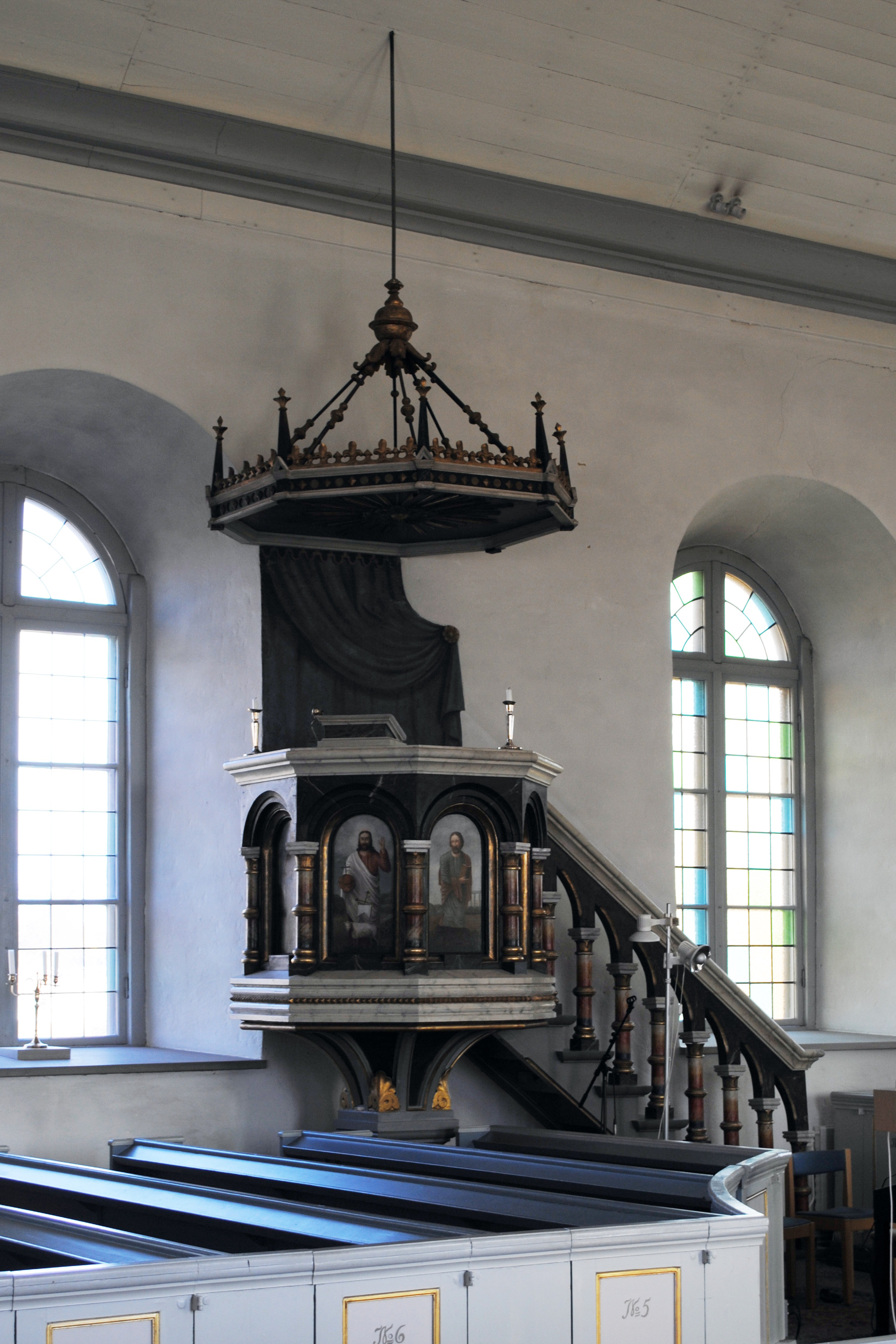
Predikstol 1886
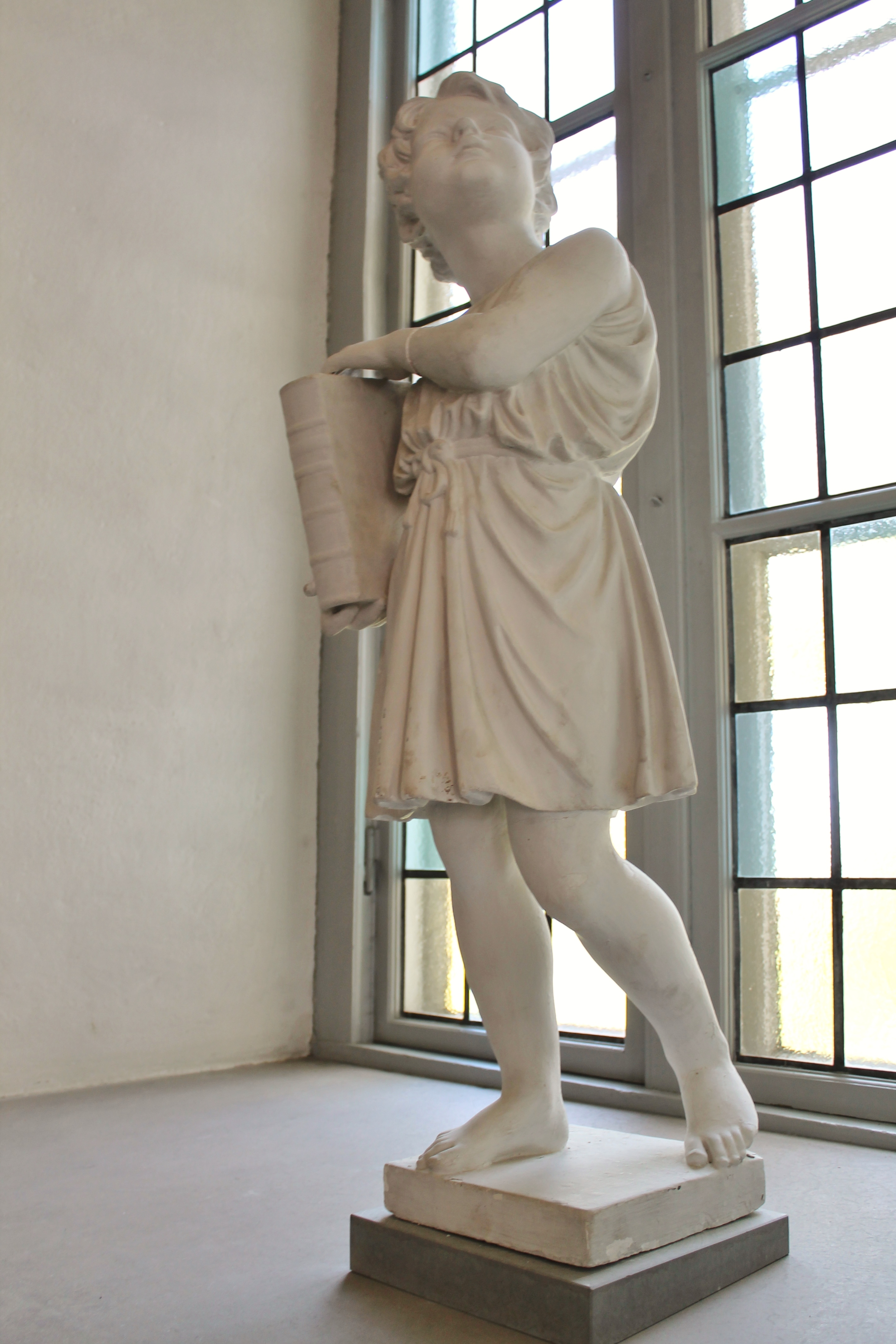
Pojke med bok

## Orgel

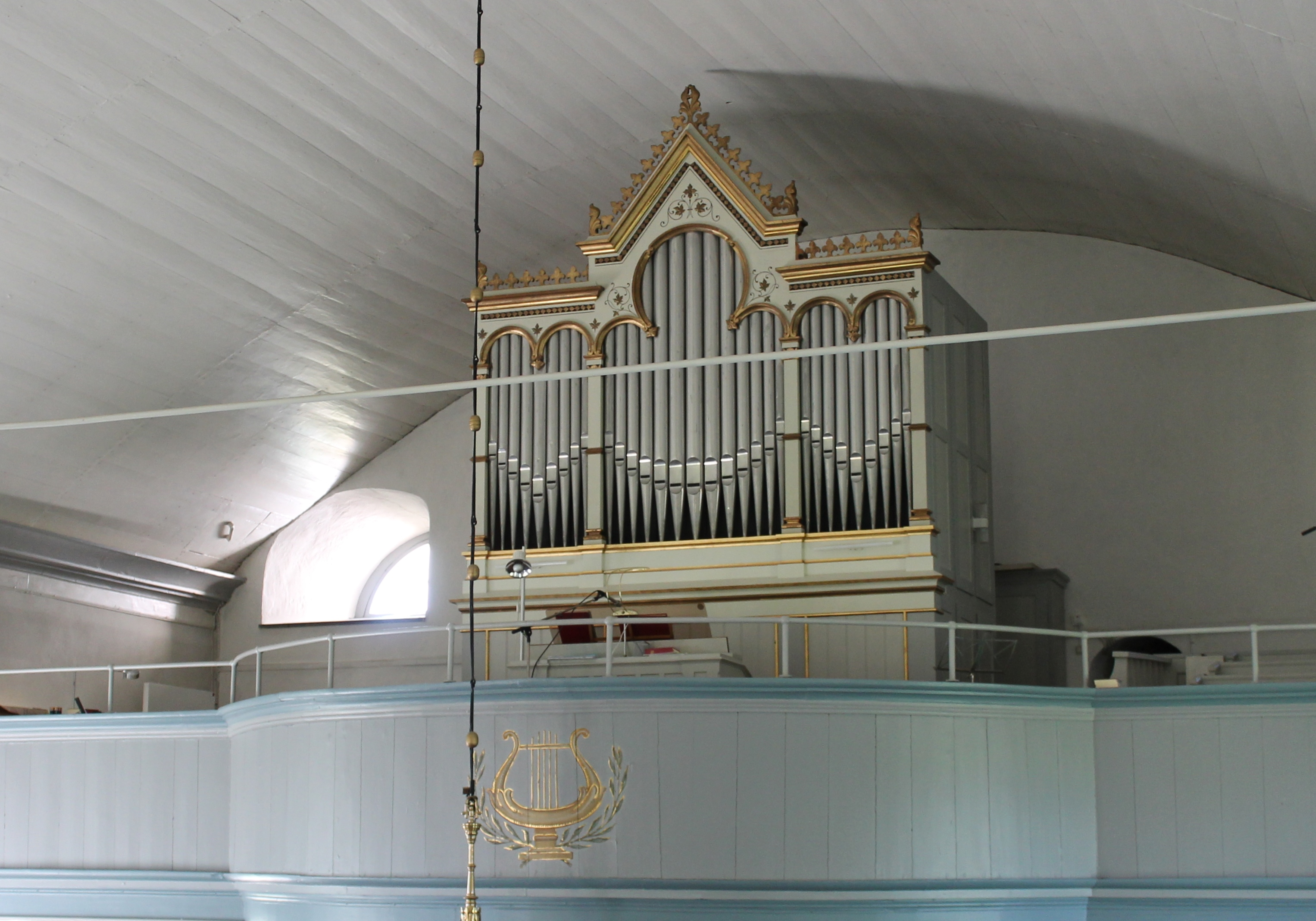
Gustaf Petterssons orgelfasad från 1897

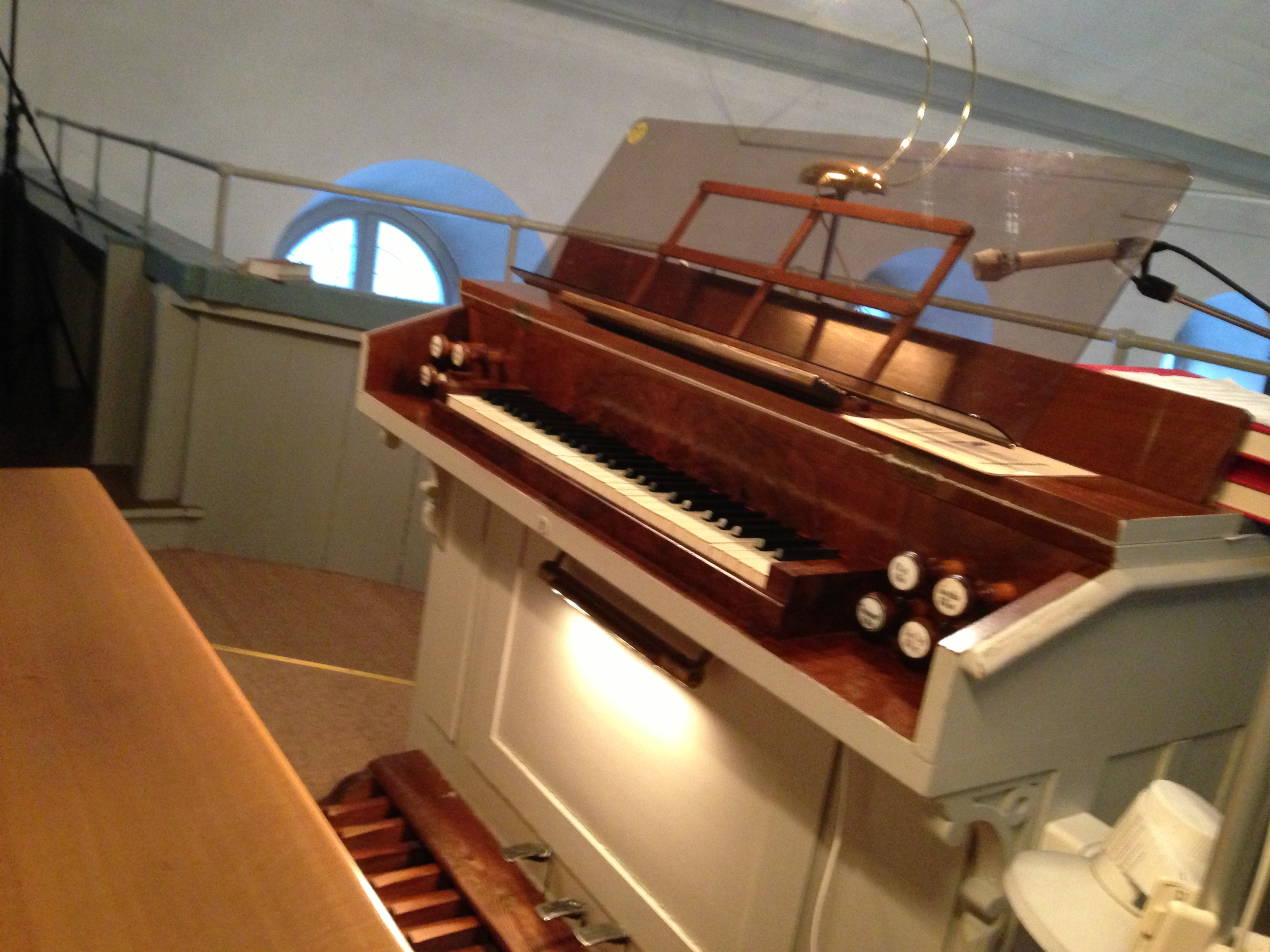
Setterquists spelbord

- 1897 uppfördes kyrkans första orgel av firma E. A. Setterquist & Son, Örebro, med nio stämmor. Tillhörande nygotiska fasad ritades av Gustaf Pettersson. Orgelverket avprovades den 23 november 1897 av musikdirektör Gustaf Johansson, Kalmar. Det invigdes följande söndag den 28 november.[3]
- Orgelverket omdisponerades av A. Mårtensson Orgelfabrik AB 1965-66.

Nuvarande disposition:
| Manual C-f3             | Pedal C-c1 | Koppel                  |
| Borduna 16′ Bas/Diskant | Bihängd    | Oktavkoppel             |
| Principal 8′            |            | Två fasta kombinationer |
| Rörflöjt 8′             |            |                         |
| Gamba 8′                |            |                         |
| Salicional 8′           |            |                         |
| Oktava 4′               |            |                         |
| Flöjt 4′                |            |                         |
| Oktava 2′               |            |                         |
| Trumpet 8′              |            |                         |

### Fotnoter
1. ↑  Teckning J.H. Rhezelius av Högsrums medeltidskyrka i Öland Fornborgar,väderkvarnar, kyrkor och slott. Aron Borelius.Håkan Ohlssons förlag. Sid 104. Ö 6986/110
2. ↑  Kyrkobyggnader 1760-1860 Del 2 Småland och Öland.1993.Sid.371-372
3. ↑  ”Från Högsrum.”. Ölandsbladet. Kungliga biblioteket. 4 december 1897. https://tidningar.kb.se/t518sn2lr48r4t4z/part/1/page/2. Läst 1 januari 2025.

### Webbkällor
- anläggningspresentation
- Ölands kulturarv
- Historiska museet:bildvärld 920809S2 Krucifix

- Wikimedia Commons har media som rör Högsrums kyrka.